# 永昌街道 (昆明市)
永昌街道是中国云南省昆明市西山区下辖的一个街道。

## 行政区划
永昌街道下辖以下地区：
永顺里社区、永兴路社区、益康路社区、黄瓜营社区、螺蛳湾社区、永宁里社区、云纺社区、金花针织社区、永和里社区、马家社区、永联社区、金牛社区、盛高大城社区、马洒营社区、华昌路社区和金坤社区。